# (2489) Суворов
(2489) Суво́ров (лат. Suvorov) — астероид главного пояса, который был открыт 11 июля 1975 года советской женщиной-астрономом Людмилой Черных в Крымской астрофизической обсерватории и назван в честь русского полководца Александра Васильевича Суворова.

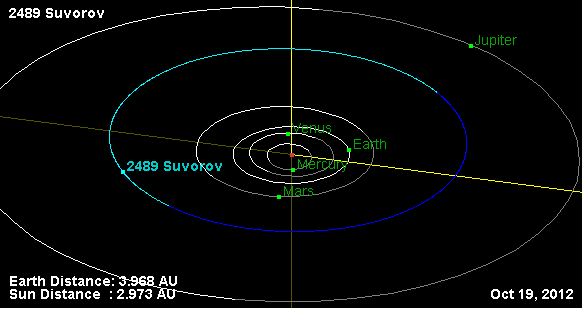
Орбита астероида Суворов и его положение в Солнечной системе